# Mucuna sempervirens
Mucuna sempervirens är en ärtväxtart som beskrevs av William Botting Hemsley. Mucuna sempervirens ingår i släktet Mucuna och familjen ärtväxter. Inga underarter finns listade i Catalogue of Life.